# Корабельный сверлило
Сверлило корабельный, или сверлило дубовый (лат. Lymexylon navale) — вид жуков из семейства сверлил.

## Описание
Тело удлинённое и узкое, длиной 7—16 мм. Надкрылья оставляют непокрытым задний конец брюшка. Самец почти совсем чёрный, самка ярко-жёлтого цвета с чёрной головой.
Личинка длинная и узкая, её первый членик груди (prothorax) выдаётся в виде капюшона над головой.
Вид распространён во всей Европе. Нападает на лиственные деревья, особенно на дубы, древесиной которого питаются личинки.
Лёт с конца мая по июль. Самка откладывает в коре от 5 до 15 яиц. Личинки пробуравливают ходы общей длиной до 2 метров. Окукливание происходит через 1—2 года, при этом вылетные отверстия составляют в диаметре 1,5—2,5 мм.